# یک وجب خاک خدا (فیلم)
«یک وجب خاک خدا» (انگلیسی: God's Little Acre) یک فیلم به کارگردانی آنتونی مان است که در سال ۱۹۵۸ منتشر شد.

## بازیگران
- رابرت رایان
- آلدو ری
- جک لرد
- تینا لوئیس
- بودی هکت
- ویک مورو
- رکس اینگرام
- مایکل لندون
- لنس فولر
- هلن وستکات
- راسل کالینز